# Ara martinicus
Ara martinicus é uma espécie hipotética extinta de arara que pode ter sido endêmica da ilha Martinica, no Caribe. Foi nomeada cientificamente por Walter Rothschild em 1905, com base apenas numa breve descrição da década de 1630 feita pelo padre francês Jacques Bouton. O religioso mencionou araras de cor "azul e laranja". Nenhuma outra evidência concreta da existência da espécie é conhecida, mas ela pode ter sido retratada em antigas obras de arte, como em dois quadros do século XVII, pintados pelo holandês Roelant Savery. O que realmente o padre Bouton observou permanece um mistério e várias hipóteses foram levantadas. Alguns autores acham que o que ele viu em Martinica foram araras-canindé cativas oriundas da América do Sul.
Um outro documento antigo, escrito em 1658 por Charles de Rochefort, faz menção a uma arara de plumagem azul e amarela, porém com a cauda vermelha. Rothschild, no início do século XIX, cunhou os termos Anodorhynchus coeruleus, e depois Ara erythrura, para esta ave. Não se sabe ao certo onde ela foi vista originalmente. O próprio Rothschild acreditou a princípio que era da Jamaica, mas depois admitiu que sua proveniência era incerta. O ornitólogo James Greenway afirmou que o relato de Rochefort era problemático pois ele nunca esteve na Jamaica e que sua descrição pode ter sido baseada noutra mais antiga de Jean-Baptiste Du Tertre. Atualmente se considera que esta arara é idêntica a Ara martinicus, se é que realmente alguma vez existiu.
A ave é uma das treze espécies de araras que os especialistas acreditam ter habitado as ilhas do Caribe. Todas elas foram extintas. Muitas destas espécies são atualmente consideradas duvidosas (ou hipotéticas) pois a maioria, tal como a Ara martinicus, foi descrita com base apenas em relatos antigos; apenas três delas são conhecidas a partir de restos físicos, como subfósseis e peles.
As araras eram componentes importantes da cultura dos indígenas caribenhos e eles as transportavam entre as ilhas e o continente. Por conta disso é difícil determinar se os numerosos registros históricos mencionam espécies distintas de araras endêmicas, ou se são parte de populações exóticas levadas de seu local de origem para diversas outras ilhas.

## Taxonomia

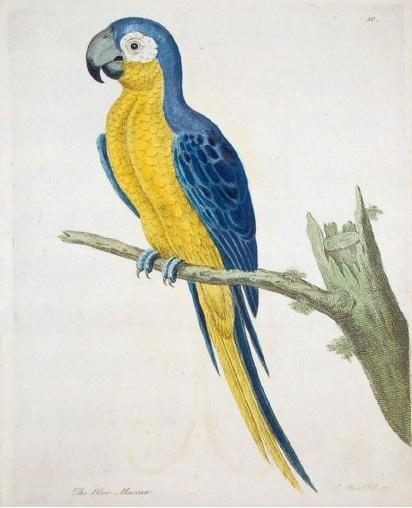
Ave não identificada, supostamente da Jamaica, que pode ser uma Ara martinicus (obra de Eleazar Albin, de meados do séc. XVIII).

A espécie foi descrita cientificamente pelo britânico Walter Rothschild em 1905 como uma nova integrante do gênero Anodorhynchus, sendo batizada como Anodorhynchus martinicus. O táxon foi baseado exclusivamente num relato da década de 1630, escrito pelo padre francês Jacques Bouton, que mencionava araras de cor azul e laranja na ilha caribenha de Martinica (daí o epíteto específico martinicus). Dois anos depois, em 1907, o próprio Rothschild reclassificou a espécie como Ara martinicus em seu livro Extinct Birds, que trouxe também uma ilustração da ave feita por John Gerrard Keulemans. Essa nova denominação gerou alguma confusão entre os cientistas, mesmo mais recentemente, a exemplo de Williams e Steadman que em 2001 presumiram que os dois nomes propostos se referem a aves diferentes. Em 2013, o paleontólogo Julian Hume publicou um artigo no qual afirma ser pouco provável que uma arara do gênero Anodorhynchus tenha alguma vez existido nas Índias Ocidentais, pois nenhuma ave desse tipo ocorre atualmente próxima ao Caribe. Além disso, toda a evidência disponível sugere que este gênero era raro, mesmo em tempos históricos, o que torna improvável que tais araras chegassem às Antilhas através do comércio. O especialista considera que tal classificação dentro dos Anodorhynchus é apenas fruto da imaginação de Rothschild. Em contraste, várias espécies de araras do gênero Ara ocorrem em regiões próximas das Américas do Sul e Central.
O que exatamente o padre Bouton descreveu permanece um mistério, mas várias hipóteses foram propostas. Em 1906, Tommaso Salvadori notou que a Ara martinicus era parecida com a arara-canindé (Ara ararauna) da América do Sul, e podem ter sido a mesma ave. James Greenway sugeriu que a descrição de Bouton poderia ter sido baseada numa arara mantida em cativeiro. Edwards' Dodo, uma pintura de 1626 feita por Roelant Savery, mostra várias aves, incluindo uma arara azul e amarela (perto do dodô), que é diferente da que habita o continente sul-americano pois tem penas amarelas, ao invés de azuis, na base da cauda; mas a identificação precisa desta arara não foi determinada. A outra ave da pintura, de plumagem vermelha, pode ser a extinta Ara guadeloupensis. Uma outra pintura de Savery feita mais ou menos na mesma época mostra uma arara azul e amarela semelhante, assim como uma ilustração de meados do século XVIII desenhada por Eleazar Albin. Em 1936, o cientista cubano Mario Sánchez y Roig alegou ter encontrado um exemplar empalhado da Ara martinicus, que supostamente teria sido coletado em 1845 e taxidermizado no ano seguinte. Porém, uma análise do material demostrou tratar-se de uma armação; era a combinação de um papagaio-da-patagônia (Cyanoliseus patagonus byroni) proveniente do Chile com a cauda de uma pomba, aparentemente do gênero Streptopelia.
No artigo que traz a primeira descrição da arara, Rothschild também listou a ave "Anodorhynchus coeruleus", que supostamente habitava a Jamaica. Salvadori também questionou essa espécie em 1906, pois não sabia a que Rothschild estava se referindo. No ano seguinte Rothschild esclareceu, através do livro Extinct Birds, que sua primeira descrição estava errada, pois havia interpretado mal um antigo relato. Ele rebatizou a ave como Ara erythrura, baseado numa descrição de 1658 de autoria do pastor Charles de Rochefort, e admitiu que proveniência do animal era desconhecida. Mais tarde, essa suposta espécie recebeu nomes populares como "red-tailed blue-and-yellow macaw" e "satin macaw" na literatura ornitológica de língua inglesa. Greenway sugeriu que a descrição de Rochefort era dúbia, pois ele nunca esteve na Jamaica e parece ter baseado seu relato em outro mais antigo de Jean-Baptiste Du Tertre. Se ambas as araras realmente existiram, provavelmente Ara erythrura era idêntica a Ara martinicus; inclusive atualmente estes termos são considerados sinônimos, assim como Anodorhynchus coeruleus. Outras araras azuis e amarelas semelhantes, a exemplo do Psittacus maximus cyanocroceus ("great macaw" em inglês) também foram relatadas como nativas da Jamaica. A Amazona martinicana, descrita por Rothschild e nativa de Martinica, também foi baseada unicamente numa descrição antiga.

### Parentes extintos do Caribe

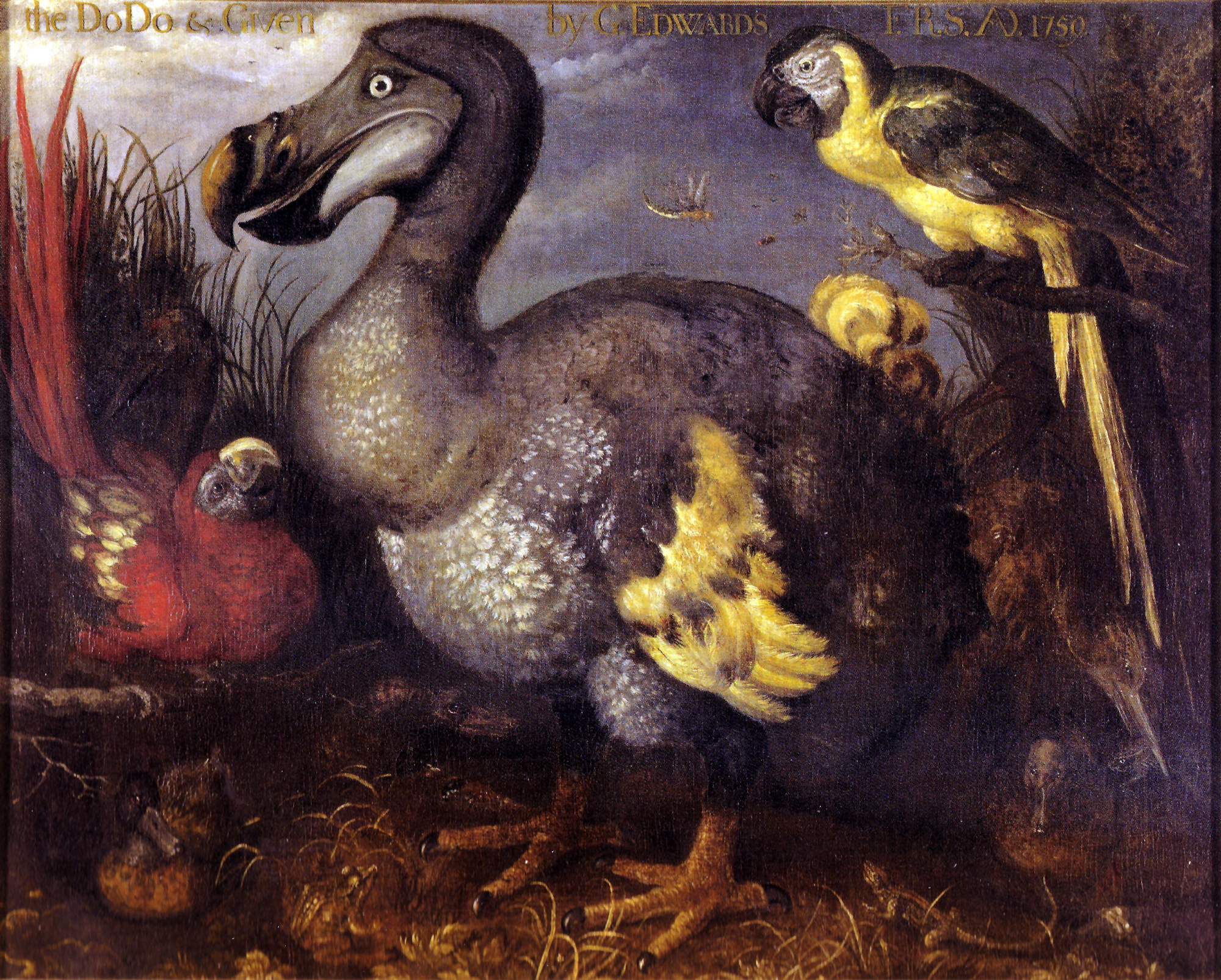
Edwards' Dodo (Savery, 1626) possivelmente mostrando uma Ara martinicus à direita, e uma Ara guadeloupensis à esquerda do dodô.

Sabe-se hoje que araras eram transportadas entre as ilhas do Caribe e o continente sul-americano, tanto em tempos históricos por europeus e nativos, como em tempos pré-históricos por paleoamericanos. Os papagaios foram importantes na cultura dos indígenas caribenhos; eram comercializados entre as ilhas, e estavam entre os presentes oferecidos a Cristóvão Colombo quando ele chegou às Bahamas em 1492. Por conta disso é difícil determinar se os numerosos registros históricos mencionam espécies distintas de araras endêmicas, uma vez que podem ter sido indivíduos ou populações selvagens de araras exóticas transportadas de seu local de origem para diversas outras ilhas. Acredita-se que cerca de treze espécies de araras extintas viveram nas ilhas caribenhas até recentemente. Mas apenas três delas tiveram sua existência comprovada através de restos físicos: a arara-vermelha-de-cuba (Ara tricolor) é conhecida a partir de subfósseis e de dezenove peles que hoje estão em museus, a arara-de-santa-cruz (Ara autocthones) através de subfósseis, e a Ara guadeloupensis graças a relatos antigos e ossos subfósseis. Nenhuma arara endêmica do Caribe sobreviveu até os dias atuais; elas provavelmente foram levadas à extinção por seres humanos em tempos históricos e pré-históricos. Essas aves são particularmente sensíveis, e estão muitas vezes entre as primeiras espécies a serem exterminadas de uma determinada localidade, especialmente em ilhas.

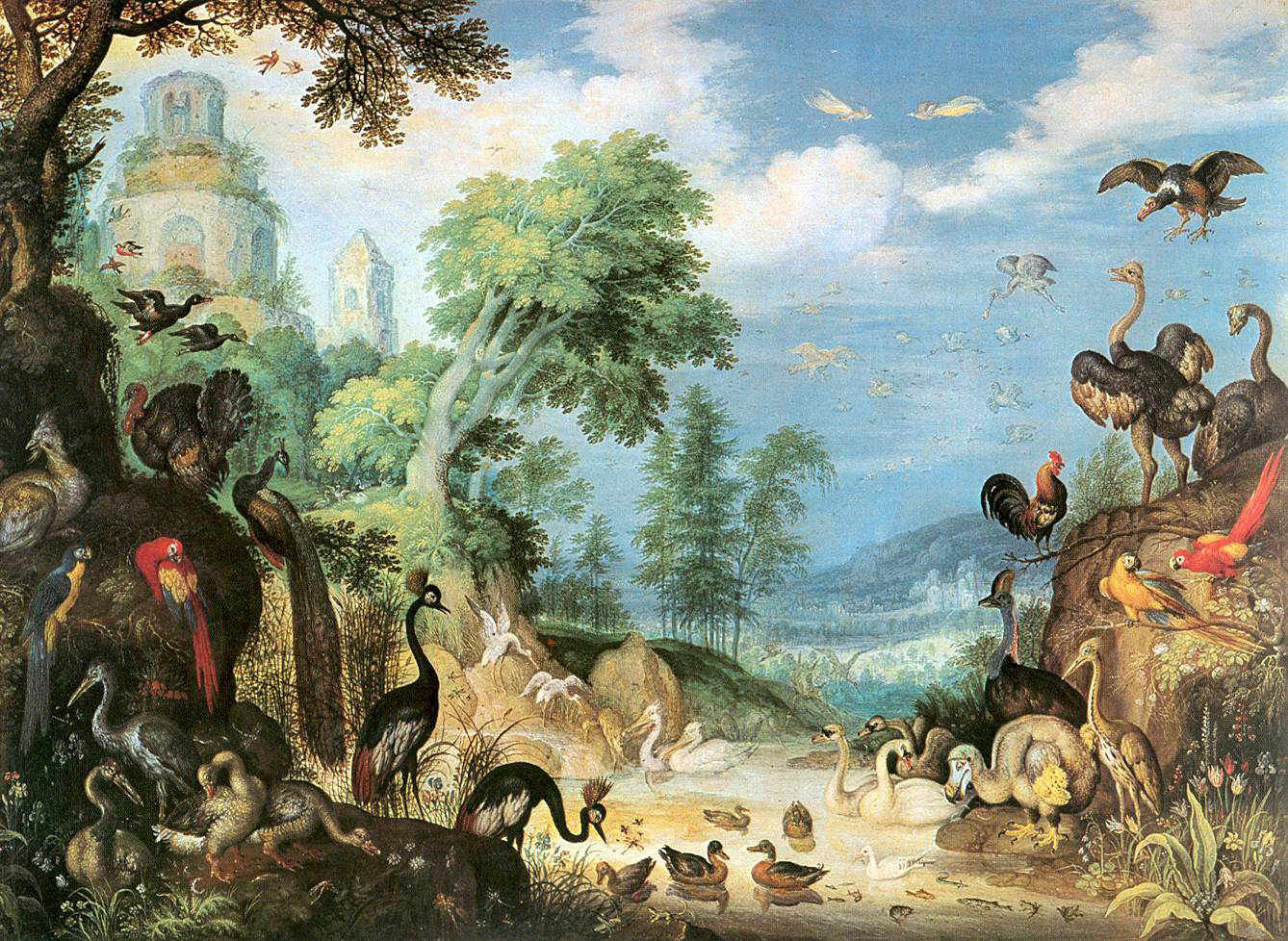
Nesta pintura de Savery (1626) há uma ave parecida com a Ara martinicus (canto esquerdo).

Muitas araras extintas hipotéticas foram descritas apenas com base em antigos relatos, mas essas espécies são consideradas duvidosas hoje em dia. Várias delas foram batizadas no início do século XX por Walter Rothschild, que tinha uma tendência a nomear espécies novas com base em pouca evidência tangível. Dentre outras, a Ara erythrocephala e a Ara gossei foram nomeadas graças a relatos de araras na Jamaica; e a Ara atwoodi era supostamente endêmica de Dominica. A Anodorhynchus purpurascens, que foi proposta baseada em relatos de papagaios azuis que supostamente habitavam Guadalupe, é considerada atualmente como sendo a Amazona violacea.
Outras espécies de araras também foram mencionadas, mas muitas nunca receberam nomes binomiais, ou são consideradas sinônimos juniores de outras espécies. Williams e Steadman defenderam a validade de muitas das espécies de araras caribenhas, acrescentando que cada ilha das Grandes e Pequenas Antilhas provavelmente tinha sua própria espécie endêmica. Olson e Maíz duvidaram da validade das araras hipotéticas e da ideia que todas as ilhas das Antilhas já tiveram uma espécie nativa, mas escreveram que a ilha de Hispaniola seria o lugar mais provável para abrigar uma espécie endêmica desse tipo de ave devido a sua grande extensão territorial, embora não se conheça nenhum fóssil ou descrição de uma arara por lá. Eles propuseram que tal espécie poderia ter sido levada à extinção antes da chegada dos europeus. A distribuição pré-histórica de araras nativas do Caribe só pode ser determinada através de novas descobertas paleontológicas.

## Descrições contemporâneas

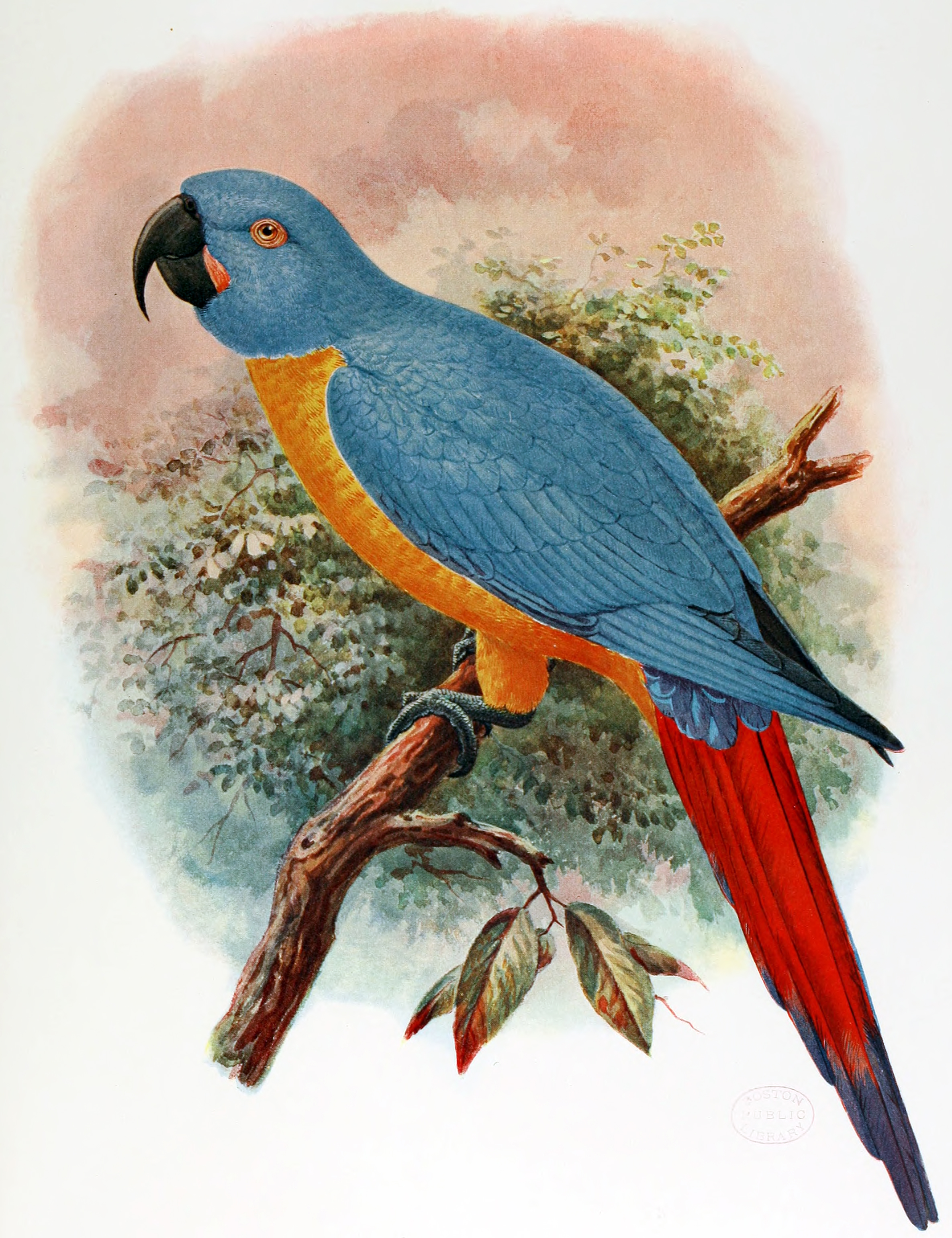
Aparência hipotética da Ara erythrura retratada por Keulemans em 1907.

Na década de 1630, o padre francês Jacques Bouton publicou a descrição original sobre as araras que foram depois batizadas como Ara martinicus. O trecho é reproduzido abaixo:
As araras são duas ou três vezes maiores do que os outros papagaios, têm uma plumagem muito diferente na cor: as que tenho visto têm plumagem azul e laranja. Elas também aprendem a falar e têm um bom corpo.
Em 1658, o pastor protestante Charles de Rochefort descreveu da seguinte forma a ave que depois foi batizada como "Ara erythrura", e que hoje é considerada sinônimo de Ara martinicus:
Entre elas há algumas que têm a cabeça, a parte superior do pescoço, e a traseira com um tom azul cor do céu acetinado; a parte de baixo do pescoço, o ventre, e superfície inferior das asas, são amarelos, e a cauda inteiramente vermelha.
Apesar do fato da cauda de "Ara erythrura" ter sido descrita como inteiramente vermelha, a gravura no livro Extinct Birds, de autoria de Rothschild, mostrava a extremidade das asas da cauda na cor azul. Este detalhe foi criticado por Charles Wallace Richmond, em sua resenha sobre o livro.